# WaterHealth International
WaterHealth International (WHI) — американская транснациональная компания, базирующаяся в городе Ирвайн (Калифорния). Создана по принципу социального предпринимательства для обеспечения питьевой водой сельских и городских районов с низкими доходами населения. WaterHealth International очищает и продаёт в розницу воду через сеть небольших модульных предприятий WaterHealth Center. По состоянию на 2013 год около 500 таких предприятий ежедневно очищали около 1,4 млн литров питьевой воды для 5 млн своих клиентов. В деревнях WaterHealth Center получают неочищенную воду в основном от муниципальных властей (около 70 % приходится на грунтовые воды, остальное — на поверхностные воды).
Инвесторами WaterHealth International являются Международная финансовая корпорация, фонд Acumen, частные инвестиционные компании Dow Venture Capital, Sail Venture Partners, Plebys International и Tata Capital Innovations Fund. Компания использует недорогие очистительные установки, разработанные в Национальной лаборатории имени Лоуренса в Беркли после эпидемии холеры, случившейся в 1993 году в Индии, Бангладеш и Таиланде. Они с помощью ультрафиолетового излучения уничтожают вредные болезнетворные микроорганизмы и микробы в загрязнённой воде, а через обратный осмос очищают воду от посторонних примесей. Большинство индийских центров WHI имеют сертификацию качества ISO 9001:2008.  
Среди главных партнёров WHI в различных проектах по обеспечению людей питьевой водой — американская The Coca-Cola Company и британская Diageo (в том числе её пивное подразделение Guinness).     

## История
Компания основана в 1995 году и первоначально работала с экспериментальными установками по очистке воды в Мексике и на Филиппинах. В 2002 году компания была реструктуризирована и в 2003 году через совместное предприятие WaterHealth Philippines и
Bendix Sales Corporation вышла на розничный рынок питьевой воды. В 2006 году WaterHealth International вышла на обширный индийский рынок, построив свои первые очистительные центры в южном штате Андхра-Прадеш, в 2008 году основала свой первый африканский филиал в Гане, к 2011 году расширила географию деятельности в индийских штатах Гуджарат и Карнатака. С 2012 года штаб-квартира WHI расположена в Калифорнии.
Клиентская база WaterHealth International выросла с 1,5 млн человек в 2008 году до 5 млн человек в 2012 году. WaterHealth Center в среднем распределяют более 700 млн литров воды ежегодно. По состоянию на 2013 год из 500 центров более 400 находились в Индии, более 90 % центров располагались в сельской местности. Компания нанимает местных жителей с низкими доходами для строительства и обслуживания центров, а также для дистрибуции питьевой воды среди жителей окрестный территорий.
В 2014 году WaterHealth International и The Coca-Cola Company начали совместную программу по предоставлению 1 млн детей через двести школ в развивающихся странах чистой питьевой воды. Кроме того, обе компании дали старт образовательной кампании про важность чистой питьевой воды, а Coca-Cola стала миноритарным акционером WHI. Также в 2014 году WaterHealth International основала в Хайдарабаде Jaldhaara Foundation с целью рассказывать людям о важности чистой питьевой воды и привлекать женщин к управлению очистительными центрами.

## География деятельности
WaterHealth International действует в Индии, Бангладеш, Нигерии, Либерии, Гане и на Филиппинах. Крупнейшим рынком WHI является Индия, где компания работает через 100 % филиал WaterHealth India Private Limited. В Бангладеш компания действует через A.K. Khan WaterHealth Bangladesh Limited — совместное предприятие между A.K. Khan Group (крупный частный конгломерат с штаб-квартирой в Читтагонге), Международной финансовой корпорацией и WaterHealth International. В Западной Африке у WHI есть 100 % филиалы в каждой стране.
WaterHealth International наряду с Coca Cola Africa Foundation (африканский фонд The Coca-Cola Company), Diageo и Международной финансовой корпорацией является членом «Safe Water for Africa Initiative», которая ставит цель обеспечить чистой питьевой водой бедные сообщества Африки.